# Sinclairia glabra
Sinclairia glabra là một loài thực vật có hoa trong họ Cúc. Loài này được (Hemsl.) Rydb. miêu tả khoa học đầu tiên năm 1927.